# Shakotan (półwysep)
Półwysep Shakotan (jap. 積丹半島 Shakotan-hantō) – górzysty półwysep na zachodnim wybrzeżu wyspy Hokkaido, wysunięty około 30 km w głąb Morza Japońskiego. Shakotan leży w podprefekturze Shiribeshi.

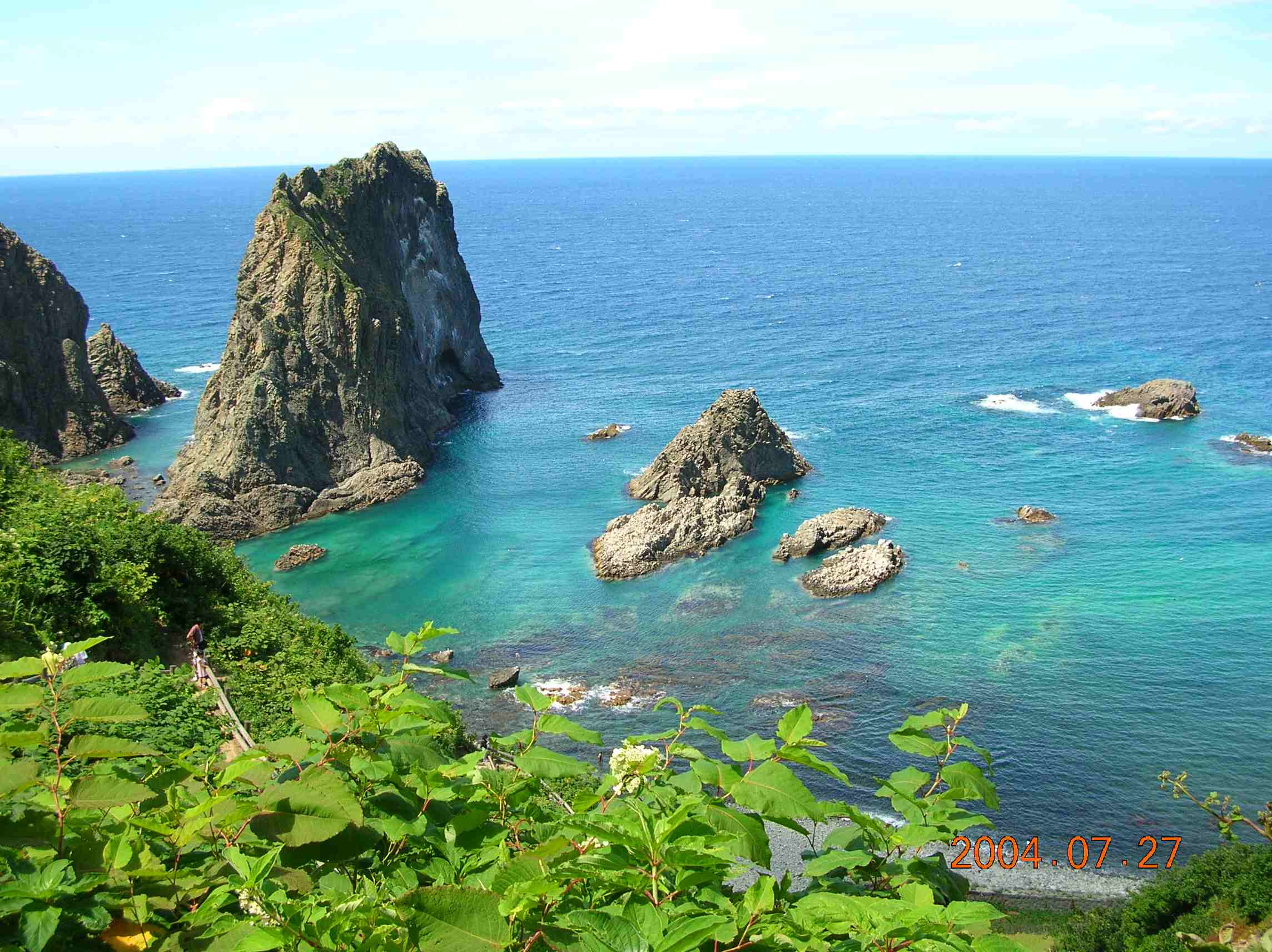
Wybrzeże Shimamui (w pobliżu przylądka Shakotan, kraniec półwyspu)

Wybrzeże półwyspu, znane z licznych skalnych filarów wystających z morza, stanowi część Quasi-Parku Narodowego Niseko-Shakotan-Otaru Kaigan.
Na krańcu półwyspu znajdują się dwa przylądki: Shakotan i Kamui.